# Gilles Aris
Gilles Aris est un auteur de bande dessinée né Gilles Goulesque le 5 juin 1976 à Toulouse.

## Biographie
Natif de Toulouse, Gilles Goulesque entame des études de comptabilité et obtient un BEP mais se passionne pour la bande dessinée et suit des ateliers au collège. Bientôt, il est publié dans la revue Jade puis participe à la création de la revue Azimut. Il rencontre Christophe Gibelin et de leur collaboration nait en 2000, le premier tome d'un polar rural en BD. La série, intitulée Le Vieux Ferrand parait en trois volumes aux éditions Delcourt entre 2000 et 2004.

## Œuvres

### Bandes dessinées
- La ballade de Dusty, avec Aurélien Ducoudray (dessin), Bamboo
  - 1. Bertha wagon à bestiaux, 2018[3],[4]
  - 2. Sous le chapiteau Freaks, 2018[5]
- Dofus Monster, Ankama
  - 2. Le dragon cochon, 2008[6]
- Lucienne ou les millionnaires de la Rondière , avec Aurélien Ducoudray (dessin), Bamboo,	2020[7],[8]
- Paroles de..., Delcourt
  - 4. Paroles de sourds, scénario d'Eric Corbeyran, dessin : collectif (dont Gilles Aris), 2005
- Regards croisés, dessin et couleur de Thomas Cadène, KSTЯ - Casterman, 2007
- Le Vieux Ferrand, scénario et couleur de Christophe Gibelin, Delcourt 
  - 1.  Le dernier des fils, 2000[2]
  - 2.  La tournée du facteur, 2002[9]
  - 3.  Des feux croisés, 2004[10]

### Livres-jeunesse
- Lune de jour, Carabas, 2006
- Maman c'est toi ?, texte de Marrant, Carabas, 2007